# Ahmed Bahja
Ahmed Bahja est un footballeur marocain né le 6 décembre 1970. Il évoluait au poste d'attaquant.

## Début
Ahmed Bahja est né d'une famille pauvre de Marrakech. Dans son enfance, il a travaillé pour gagner de l'argent, mais le seul problème qu'il ait eu avec son patron venait du fait qu'il sortait trop tôt de son travail pour aller jouer au football.
Dès qu'il a entendu l'entraîneur des équipes du quartier dire que l'équipe du Kawkab de Marrakech avait ouvert ses portes et organisait des tests pour les « poussins », Ahmed est allé s'inscrire.
Lors des matchs, Ahmed n'était pas titulaire dans son groupe. À dix minutes de la fin du match, l'entraîneur a invité Ahmed à entrer sur le terrain. Il n'avait que 14 ans.

## Carrière
Comme son nom l'indique (car "Bahja" en arabe signifie "joie" et "bonne humeur"), il sème la gaîté et l'euphorie dans toutes les tribunes, heureuses de voir enfin un vrai producteur du beau jeu dont le style est unique. Son premier objectif étant de donner du spectacle et humilier l'adversaire, crochets sombreros et surtout petits ponts sont alors toujours de la partie, c'était un artiste comme un certain Tayeb Mohamed dit le "Benks".
Manquant parfois de lucidité et de professionnalisme, le Bahjaoui a écopé plusieurs fois de cartons et de sanctions. Il a été notamment privé du mondial français en 1998 pour avoir gaspillé, pour exprimer son mécontentement, le dernier coup franc d'un match capital contre l'Afrique du Sud lors de la Coupe d'Afrique des Nations  98 que le Maroc a perdu. 
C'est son tempérament hors du commun, impressionnant et imprévisible qui le rend le chouchou du public marocain et surtout Marrakechi puisqu'il a joué au sein du Kawkab de Marrakech durant les années 1990.
Après un mondial remarquable avec les Lions de l'Atlas aux États-Unis, il regagne le monde du professionnalisme, sa destination étant l'Arabie saoudite ou il brille au sein du club d'Al Ittihad Djeddah avec qui il remporte plusieurs titres et est sacré meilleur buteur.
Beaucoup considèrent aujourd'hui Ahmed Bahja comme l'un des plus grands joueurs de l'histoire du football marocain aux côtés des Timoumi, Zaki et autre Ben Barek.

### En sélection nationale
| Caps | Date       | Match                   | Lieu            | Score       | Compétition          | But |
| ---- | ---------- | ----------------------- | --------------- | ----------- | -------------------- | --- |
| 1    | 18/03/1992 | Maroc - USA             | Casablanca      | 3 - 1       | Amical               | 1   |
| 2    | 19/06/1994 | Belgique - Maroc        | Orlando         | 1 - 0       | C.M 1994             |     |
| 3    | 25/06/1994 | Arabie Saoudite – Maroc | New York        | 2 - 1       | C.M 1994             |     |
| 4    | 29/06/1994 | Pays-Bas - Maroc        | Orlando         | 2 - 1       | C.M 1994             |     |
| 5    | 04/09/1994 | Burkina - Maroc         | Ouagadougou     | 2 - 1       | Elim. CAN 1996       |     |
| 6    | 13/11/1994 | Maroc – Côte d’Ivoire   | Casablanca      | 1 - 0       | Elim. CAN 1996       |     |
| 7    | 04/06/1995 | Côte d’Ivoire - Maroc   | Abidjan         | 2 - 0       | Elim. CAN 1996       |     |
| 8    | 11/12/1996 | Maroc - Croatie         | Casablanca      | 2 - 2 (6-7) | Coupe Hassan II      | 1   |
| 9    | 12/12/1996 | Maroc - Nigeria         | Casablanca      | 2 - 0       | Coupe Hassan II      |     |
| 10   | 06/04/1997 | Gabon - Maroc           | Libreville      | 0 - 4       | Elim. CM 1998        | 2   |
| 11   | 26/04/1997 | Sierra Leone - Maroc    | Freetown        | 0 - 1       | Elim. CM 1998        |     |
| 12   | 31/05/1997 | Maroc - Éthiopie        | Rabat           | 4 - 0       | Elim. CAN 1998       | 1   |
| 13   | 21/06/1997 | Maroc - Égypte          | Rabat           | 1 - 0       | Elim. CAN 1998       |     |
| 14   | 27/07/1997 | Maroc - Sénégal         | Rabat           | 3 - 0       | Elim. CAN 1998       |     |
| 15   | 16/08/1997 | Maroc - Gabon           | Casablanca      | 2 - 0       | Elim. CM 1998        | 1   |
| 16   | 05/02/1998 | Maroc - Niger           | Marrakech       | 3 - 0       | Amical               | 1   |
| 17   | 09/02/1998 | Zambie - Maroc          | Bobo Dioulassou | 1 - 1       | CAN 1998             | 1   |
| 18   | 13/02/1998 | Mozambique - Maroc      | Bobo Dioulassou | 0 - 3       | CAN 1998             |     |
| 19   | 17/02/1998 | Égypte - Maroc          | Ouagadougou     | 0 - 1       | CAN 1998             |     |
| 20   | 22/02/1998 | Afrique du Sud - Maroc  | Ouagadougou     | 2 - 1       | ¼ de finale CAN 1998 |     |
| 21   | 18/01/2000 | Maroc - Trinité         | El Jadida       | 1 - 0       | Amical               |     |
| 22   | 25/01/2000 | Congo - Maroc           | Lagos           | 0 - 1       | CAN 2000             |     |
| 23   | 03/02/2000 | Nigeria - Maroc         | Lagos           | 2 - 0       | CAN 2000             |     |

## Clubs
- 1989-1996 :  Kawkab de Marrakech
- 1996-1999 :  Al Ittihad Djeddah
- 1999 :  Al Wasl Dubaï
- 2000 :  Al Nasr Riyad
- 2000-2001 :  Al Ahly Tripoli
- 2001-2002 :  Al Nasr Dubaï
- 2002-2003 :  Raja de Casablanca
- 2003-2005 :  Maghreb de Fès
- 2005-2007 :  Najm de Marrakech

## Palmarès
Kawkab de Marrakech
- Champion du Maroc
  - Champion : 1992
- Coupe du Trône
  - Vainqueur : 1993

 Al-Gharafa
- Coupe Crown Prince de Qatar (2)
  - Vainqueur : 1996, 1998

 Al-Hilal
- Ligue des champions arabes
  - Champion : 1995
- Coupe d'Arabie saoudite
  - Vainqueur : 1995

 Al-Ittihad
- Championnat d'Arabie saoudite (2)
  - Champion : 1997, 1999
- Coupe de la Fédération (2)
  - Vainqueur : 1997, 1999
- Coupe d'Arabie saoudite
  - Vainqueur : 1997
- Supercoupe  d'Asie
  - Finaliste : 1999
- Coupe d'Asie des vainqueurs de coupe
  - Vainqueur : 1999
- Coupe du Golfe des clubs champions
  - Vainqueur : 1999.

### Distinctions personnelles
- Meilleur buteur du Championnat du Maroc de football : 1994 (14 buts)
- Meilleur buteur du Coupe Crown Prince de Qatar : 1996 (10 buts)
- Meilleur Joueur du championnat d'Arabie Saoudite en 1997
- Meilleur buteur du Championnat d'Arabie saoudite : 1997 (25 buts)
- Meilleur buteur du Coupe de la Fédération : 1997 (12 buts)
- Meilleur buteur du Ligue des champions arabes : 1996 (4 buts)
- Meilleur buteur du Coupe d'Asie des vainqueurs de coupe : 1999 (6 buts).